# 阿道夫二世 (馬克)
阿道夫二世（Adolf II. von der Mark，1347年），馬克伯爵，英格爾貝特二世的兒子，拉馬克家族的成員。
阿道夫二世的妻子是克萊沃的瑪格麗特，有二子一女。
- 英格爾貝特（1333—1391）
- 阿道夫三世（1334—1394）
- 瑪格麗特（—1409）